# Radio Campus Lorraine
Radio Campus Lorraine aussi connu sous le sigle « RCL » est une radio associative locale (catégorie A) créée en août 2012, diffusée depuis le 18 septembre 2015 en Lorraine sur les fréquences temporaires 99,6 MHz à Nancy et 106,1 MHz à Metz consacrée à l'actualité de la vie étudiante en Lorraine.
Radio Campus Lorraine est membre du réseau Radio Campus France.

## Historique
Association d'intérêt général créée en 2012 par sept étudiants âgés de 17 à 28 ans, Radio Campus Lorraine fait partie des radios associatives de lorraine du réseau de radiodiffusion national Radio campus france. Elle est diffusée en février 2013 pour la première fois sur le web.
Dès 2013, Radio Campus Lorraine a pu disposer de locaux dans les résidences universitaires du CROUS Lorraine (à la cité universitaire de Boudonville à Nancy et celle de l'Ile du Saulcy à Metz). Elle a également des partenaires institutionnels tels que le CROUS Lorraine, la Région Grand Est, le Grand Nancy, la ville de Metz ou encore le conseil départemental de Meurthe-et-Moselle[source insuffisante].
Radio campus lorraine est également lauréat « Défilor » (en 2013) et « Projet Jeunes Moselle »[pertinence contestée] (en 2015).
En 2015, Radio Campus Lorraine obtient pour la première fois l'autorisation du Conseil supérieur de l'audiovisuel d'émettre pour une durée de cinq mois, Radio Campus Lorraine diffuse alors ses premiers programmes sur la bande FM à Nancy sur la fréquence 99,6 MHz le 30 janvier 2015.

## Diffusion

### Fréquences temporaires
Radio Campus Lorraine est diffusé en FM sur la fréquence 99,6 MHz depuis le 30 janvier jusqu'au 30 juin 2015, puis renouvelé sur les fréquences 99,6 MHz et 106,1 MHz du 18 septembre 2015 au 18 juin 2016 Dans les villes suivantes :
- Nancy : 99,6 MHz
- Metz : 106,1 MHz

### Streaming
Radio campus Lorraine est disponible sur l'application mobile du réseau radio campus france et sur son site internet.

## Programmes
La grille des programmes est composée de plusieurs dizaines d'émissions de toutes sortes, avec 30h de direct par semaine, animées, réalisées et conçues par environ 80 bénévoles (dont 11 administrateurs), 6 services civiques et 2 salariés. Elle laisse une place toute particulière à la vie étudiante (émissions en direct des universités et des grandes écoles), permettant un accès aux ondes à la fois aux étudiants et aux chercheurs vivant et travaillant sur le domaine universitaire. L'antenne laisse également une grande place aux actualités locales (informations de proximité dans les agglomérations nancéienne et messine) et à la vie culturelle (manifestations, expositions, conférences), sans oublier d'être une tribune pour certaines associations socio-culturelles. Se voulant également radio alternative et « différente », elle est par ailleurs tournée vers les musiques actuelles, alternatives et expérimentales, les groupes locaux, la politique et le cinéma local[source insuffisante].

### Donne ta voix
Le projet « Donne ta voix » est une émission créée en 2014 avec le Conseil départemental de Meurthe-et-Moselle. Le but est d'éduquer des jeunes en difficulté aux médias et de créer du lien social par le biais d'ateliers radiophoniques[pertinence contestée][source secondaire souhaitée].

## Perception[Quoi ?]
- France culture [15]
- Radio Campus Lorraine aux Assises[16]
- Conseil supérieur de l'audiovisuel [17]